# 文化省 (イタリア)
文化省（ぶんかしょう、イタリア語: Ministero della Cultura）は、イタリアの文化財の保護などを担当する行政機関である。長（閣僚）は、アレッサンドロ・ジュリである。

## 歴史
1974年のイタリア首相アルド・モーロによる第4次モーロ内閣にてMinistry for Cultural Assets and Environments (イタリア語: Ministero per i Beni Culturali ed Ambientali、文化財・環境省もしくは文化環境庁とも訳される)として成立した。
1998年、文化財・文化活動省（イタリア語: Ministero per i beni e le attività culturali）に改名。スポーツ関連も仕事となった。
2013年、文化財・文化活動・観光省（イタリア語: Ministero dei beni e delle attività culturali e del turismo）に改名。観光促進も仕事となった。
2021年、文化省へ改名。観光部門は観光省(イタリア語: Ministero del turismo)に独立。

## 歴代の大臣
1996年以降の文化相は下記の通り。正式な役職名は何度か変更になっている。
|  | 氏名                           | 在任期間                       | 所属政党               | 内閣                                   |
|  | ------------------------------ | ------------------------------ | ---------------------- | -------------------------------------- |
|  | ワルテル・ヴェルトローニ       | 1996年5月17日 - 1998年10月21日 | 左翼民主党             | 第1次プローディ内閣                    |
|  | ジョヴァンナ・メランドリ       | 1998年10月21日 - 2001年6月11日 | 左翼民主党             | 第1・第2次ダレマ内閣 第2次アマート内閣 |
|  | ジュリアーノ・ウルバーニ       | 2001年6月11日 – 2005年4月23日  | フォルツァ・イタリア   | 第2次ベルルスコーニ内閣                |
|  | ルッコ・ブッティリョーネ       | 2005年4月23日 – 2006年5月2日   | キリスト教中道民主連合 | 第3次ベルルスコーニ内閣                |
|  | フランチェスコ・ルテッリ       | 2006年5月17日 - 2008年5月8日   | マルゲリータ / 民主党  | 第2次プローディ内閣                    |
|  | サンドロ・ボンディ             | 2008年5月8日 - 2011年3月23日   | 自由の人民             | 第4次ベルルスコーニ内閣                |
|  | ジャンカルロ・ガラン           | 2011年3月23日 - 2011年11月16日 | 自由の人民             | 第4次ベルルスコーニ内閣                |
|  | ロレンツォ・オルナーギ         | 2011年11月16日 - 2013年4月28日 | 無所属                 | モンティ内閣                           |
|  | マッシモ・ブライ               | 2013年4月28日 - 2014年2月22日  | 民主党                 | レッタ内閣                             |
|  | ダリオ・フランチェスキーニ     | 2014年2月22日 - 2018年6月1日   | 民主党                 | レンツィ内閣 ジェンティローニ内閣      |
|  | アルベルト・ボニゾーリ         | 2018年6月1日 - 2019年9月5日    | 五つ星運動             | 第1次コンテ内閣                        |
|  | ダリオ・フランチェスキーニ     | 2019年9月5日 - 2022年10月22日  | 民主党                 | 第2次コンテ内閣 ドラギ内閣             |
|  | ジェンナーロ・サンジュリアーノ | 2022年10月22日 - 2024年9月6日  | 無所属                 | メローニ内閣                           |
|  | アレッサンドロ・ジュリ         | 2024年9月6日 -                 | 無所属                 | メローニ内閣                           |